# Abdoul-Gafar Mamah
Abdoul-Gafar Mamah (Kpalimé, Togo; 24 de agosto de 1985) es un exfutbolista de Togo que jugaba en la posición de defensa.

## Carrera

### Club
| Periodo   | Club                  |
| --------- | --------------------- |
| 2000-2002 | Gomido FC             |
| 2003-2005 | FC 105 Libreville     |
| 2005-2010 | FC Sheriff Tiraspol   |
| 2010–2011 | FC Alania Vladikavkaz |
| 2011–2017 | FC Dacia Chişinău     |
| 2018–2021 | FK Ventspils          |
| 2021–2022 | FC Ouest Tourangeau   |

### Selección nacional
Debutó con Togo el 24 de septiembre de 2000 en un empate 0-0 ante Senegal por la clasificación para la Copa Africana de Naciones de 2000 con tan solo 15 años. Jugó en 93 ocasiones con la selección nacional hasta su retiro internacional el 15 de noviembre de 2016 en una derrota por 1-2 ante Marruecos en un partido amistoso en Marrakech. Participó en cinco ediciones de la Copa Africana de Naciones.

## Logros
- División Nacional de Moldavia: 2005-06, 2006-07, 2007-08, 2008-09, 2009-10, 2010-11
- Copa de Moldavia: 2005-06, 2007-08, 2008-09, 2009–10
- Supercopa de Moldavia: 2007, 2011